# Malmeomyces
Malmeomyces es un género de hongos de la familia Niessliaceae. Es un género monotípico, su única especie es Malmeomyces pulchellus.